# NGC 1818
NGC 1818 es un cúmulo globular en la constelación de Dorado situado en la Gran Nube de Magallanes. A 164 000 años luz de distancia de la Tierra, es uno de los cúmulos más jóvenes que existen, con una edad de solo 40 millones de años. Es un cúmulo diez veces mayor que los que existen en nuestra vecindad en la Vía Láctea y contiene estrellas muy masivas.
Fue descubierto por el astrónomo James Dunlop en 1826.